# دونلي رودس
دونلي رودس هو ممثل كندي، ولد في 4 ديسمبر 1937 في كندا، وتوفي بنفس المكان في 8 يناير 2018 بسبب سرطان الكبد. من الجوائز التي نالها جائزة إيرل غراي ‏ سنة 2006.

## أعمال

### أفلام
- (1969) بوتش كاسيدي وساندانس كيد[5]
- (2010)  الإرث
- (2010) رامونا وبيزوس[6]

### مسلسلات
- باتلستار غالاكتيكا

## جوائز
- جائزة إيرل غراي [الإنجليزية]‏ (2006)

## وصلات خارجية
- دونلي رودس على موقع IMDb (الإنجليزية)
- دونلي رودس على موقع قاعدة بيانات الفيلم (الإنجليزية)